# Mads Glæsner
Mads Glæsner (ur. 18 października 1988) – duński pływak, wicemistrz świata i dwukrotny wicemistrz Europy na basenie 25 m, olimpijczyk.
Specjalizuje się w pływaniu stylem dowolnym na średnich i dłuższych dystansach. Jego największym dotychczasowym sukcesem jest mistrzostwo świata na krótkim basenie na 1500 m i dwukrotnie srebrny medal mistrzostw Europy na krótkim basenie (2011).